# Encores (мініальбом)
Encores — другий мініальбом англійського гурту Dire Straits, який вийшов 10 травня 1993 року.

## Композиції
1. Your Latest Trick – 5:41
2. The Bug – 5:24
3. Solid Rock – 5:20
4. Local Hero (Wild Theme) – 4:19

## Учасники запису
- Марк Нопфлер - гітара, вокал
- Джон Їлслі - бас-гітара
- Алан Кларк - клавіші
- Гай Флетчер - клавіші

## Чарти

### Щотижневі чарти
| Чарти (1993)                       | Найвища позиція |
| ---------------------------------- | --------------- |
| Австралія (ARIA)                   | 47              |
| Австрія (Ö3 Austria Top 75)        | 19              |
| Бельгія (Ultratop Flanders)        | 18              |
| Denmark (IFPI)                     | 5               |
| Europe (Eurochart Hot 100)         | 5               |
| Finland (Suomen virallinen lista)  | 18              |
| Франція (SNEP)                     | 1               |
| Німеччина (Media Control AG)       | 34              |
| Нідерланди (Dutch Top 40)          | 4               |
| Нідерланди (Mega Single Top 100)   | 3               |
| Норвегія (VG-lista)                | 10              |
| Portugal (AFP)                     | 1               |
| Spain (AFYVE)                      | 1               |
| Швейцарія (Media Control AG)       | 20              |
| Велика Британія (UK Singles Chart) | 31              |

### Чарти на кінець року
| Чарти (1993)                 | Позиція |
| ---------------------------- | ------- |
| Europe (Eurochart Hot 100)   | 24      |
| Netherlands (Dutch Top 40)   | 49      |
| Netherlands (Single Top 100) | 10      |